# Theodor Landsberg

Theodor Landsberg

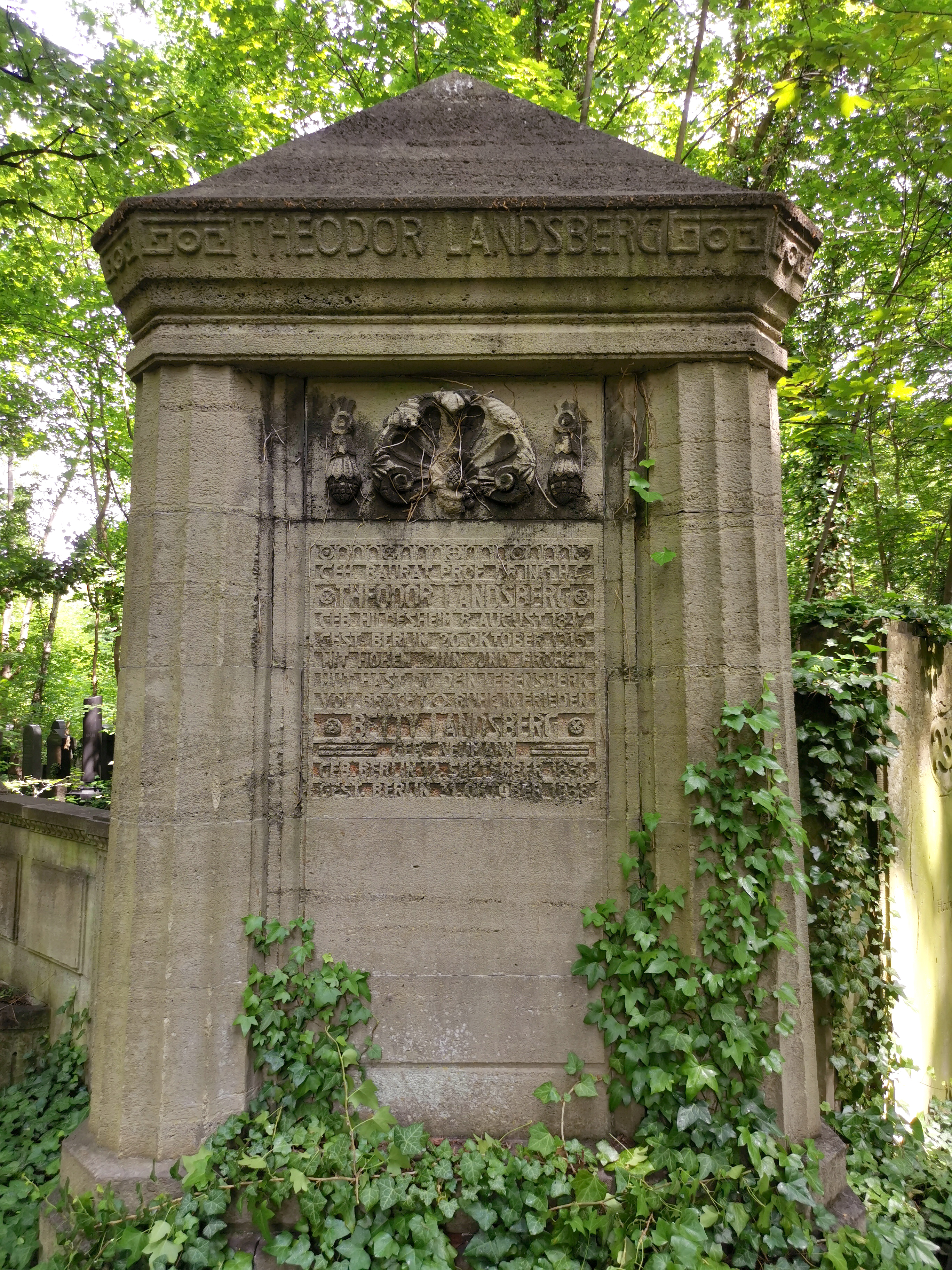
Grab auf dem Jüdischen Friedhof Berlin-Weißensee, Feld N 4

Theodor Landsberg (* 8. August 1847 in Hildesheim; † 20. Oktober 1915 in Berlin) war ein deutscher Bauingenieur und Hochschullehrer. Er lieferte bedeutende Beiträge auf dem Gebiet der Baustatik und im Eisenbrückenbau.

## Familie
Theodor Landsberg wurde in Hildesheim als Mitglied einer alteingesessenen jüdischen Familie geboren. Sein Vater, Meyer Landsberg (* 1. Mai 1810 in Meseritz; † 20. Mai 1870 in Hildesheim), war von 1846 bis zu seinem Tode Rabbiner und leitete das Landrabbinat Hildesheim mit Sitz ebenda.
Er heiratete 1877 in Berlin Betty Neumann (1856 – 1938), eine Cousine des AEG-Gründers Emil Rathenau. Die Kinder wurden geboren: Max Landsberg  (1878–1930), Fritz (1880), beide Berlin, Else (1881), Therese (1883) und Kurt Julius (1893), letztere in Darmstadt. Nach seiner Pensionierung zog die Familie nach Berlin. Beide Töchter begingen angesichts der bevorstehenden Deportation 1942 Suizid, der Sohn Fritz wurde 1943 in das KZ Auschwitz deportiert und ermordet.
Der jüngere Bruder von Theodor Landsberg, Dr. Max Landsberg, wurde wie sein Vater 1870 Rabbiner. 1871 wurde Max Landsberg nach Rochester, N.Y. berufen und später zum  Oberrabbiner am dortigen Bereth Kodeth Temple (Temple B’rith Kodesh) gewählt.

## Leben und Wirken
Landsberg besuchte bis 1865 das Gymnasium Josephinum Hildesheim. Nach dem Abitur studierte Theodor Landsberg von 1865 bis 1869 an der Polytechnischen Schule Hannover bei Karl Karmarsch, Architekt Ernst Grelle, August Ritter, Moritz Rühlmann, August von Kaven u. a.
Im Mai 1870 legte er in Hannover seine Prüfung zum Regierungsbauführer (Referendar) ab.
Nach Beendigung seines Studiums kehrte er zunächst in das Ingenieurbüro des Eisenbahn-Unternehmers Bethel Henry Strousberg in Berlin zurück, in welchem er schon während seines Studiums mit der Planung eiserner Brücken beschäftigt gewesen war. Wegen des Ausbruchs des Deutsch-Französischen Krieges konnte er seinen Plan, als Assistent seines Lehrers August von Kaven an der 1870 gegründeten Königlichen Rheinisch-Westfälischen Polytechnischen Schule Aachen zu arbeiten, nicht umsetzen. Vielmehr trat Landsberg als Kriegsfreiwilliger zunächst in das Ersatzbataillon des Garde-Füsilier-Regiments ein und beteiligte sich beim Garderegiment zu Fuß am Krieg.
Im August 1871 trat er für seine weitere Ausbildung bei der Kaiserlichen Werft in Kiel ein; 1872 war er am Neubau der Leipzig-Zeitzer-Eisenbahn beteiligt, einer 16 km langen Strecke, mit mehreren Bahnhöfen und Haltestellen.
Nachdem Landsberg im Mai 1876 erfolgreich seine zweite Staatsprüfung zum Regierungsbaumeister (Assessor) abgelegt hatte, arbeitete er als Hilfsarbeiter im preußischen Ministerium für Handel und Gewerbe und öffentliche Aufgaben. Im Dienste der Stadt Berlin war er seit 1878 an den Vorarbeiten und später 1880 an der Bauleitung der Marschallbrücke beteiligt.
Neben diesen praktischen Tätigkeiten wuchs in ihm das Interesse an der Lehrtätigkeit und an der wissenschaftlichen Arbeit. So wurde er als junger Regierungsbaumeister im Nebenamt Assistent für Brückenbau an der Königlichen Gewerbeakademie. Als im Jahre 1877 Emil Winkler von Wien auf den Lehrstuhl für Statik der Baukonstruktionen und Brückenbau an die Berliner Bauakademie berufen worden war, verpflichtete dieser Landsberg als seinen Assistenten. Im Herbst 1877 las Landsberg als Privatdozent an der Königlichen Gewerbeakademie Vorlesungen über Eisenkonstruktionen des Hochbaus. Als dann im Jahre 1879 die Technische Hochschule Charlottenburg durch die Zusammenlegung der Königlichen Gewerbeakademie mit der Berliner Bauakademie gegründet wurde, hielt Landsberg dort nicht nur diese Vorlesung, sondern auch eine über statisch unbestimmte Konstruktionen.
1880 wurde Theodor Landsberg als Professor auf den Lehrstuhl für Statik der Baukonstruktionen und Brückenbau der Technischen Hochschule Darmstadt berufen. Seine praktische Erfahrung und seine wissenschaftliche Begabung erfuhren so eine Anerkennung.

„Seine Schüler schätzten an ihm den klaren, verständlichen Vortrag und seine Fähigkeit, auch den spröden Stoff der Statik anschaulich und leicht faßbar vorzutragen. Ebenso war sein Vortrag über Brückenbau klar und überzeugend.“

In seinen vielen Einzelveröffentlichungen, besonders im Zentralblatt der Bauverwaltung, trat er auf dem Gebiet der Theorie der Nebenspannungen in Fachwerken hervor. Von 1899 bis 1901 war er auch Rektor dieser Hochschule. Im Jahr 1900 lehnte er einen Ruf an die Technische Hochschule Charlottenburg ab.
Nicht nur in den Vorlesungen widmete sich Landsberg dem Thema Eisenkonstruktionen im Hochbau, sondern in einer großen Anzahl von wissenschaftlichen Veröffentlichungen. Besonders fruchtbar war Landsbergs Mitarbeit an dem Handbuch der Ingenieurwissenschaften. Nach dem Ausscheiden von Theodor Schäffer, seinem Vorgänger auf dem Lehrstuhl für Statik der Baukonstruktionen und Brückenbau, und Eduard Sonne übernahm Landsberg die Herausgabe des zweiten Teils der Publikation Der Brückenbau und schrieb auch viele Teile selbst. Sein hohes Ansehen, welches Landsberg besonders im Brückenbau genoss, führte zur wiederholten Übernahme des Amtes als Preisrichter.
Da Theodor Landsberg aufgrund eines schweren inneren Leidens glaubte, seinen Beruf nicht mehr in vollem Maße ausüben zu können, beantragte er im Alter von 60 Jahren seine Versetzung in den Ruhestand. Zum 1. April 1908 wurde seinem Antrag stattgegeben. Schon vor der Vollendung seines 60. Lebensjahres hatte ihm die Technische Hochschule Darmstadt „in Anerkennung seiner hervorragenden wissenschaftlichen und schriftstellerischen Leistungen auf dem Gebiete der Statik und des Eisenbaues sowie in besonderer Wertschätzung seiner langjährigen, erfolgreichen Lehrtätigkeit“ die Ehrendoktorwürde (als Dr.-Ing. E. h.) verliehen.
Seinen Ruhestand verbrachte Landsberg in Berlin. Er starb im Alter von 68 Jahren in Berlin-Wilmersdorf.

## Auszeichnungen
- 1895: Ernennung zum Geheimen Hofrat
- 1905: Ehrenkreuz des Verdienstordens Philipps des Großmütigen
- 1908: Komturkreuz II. Klasse des Verdienstordens Philipps des Großmütigen
- 1909: Berufung zum außerordentlichen Mitglied der Königlich Preußischen Akademie des Bauwesens in Berlin
- 1912: Roten Adlerorden IV. Klasse[8]

## Schriften
- Dachstuhl-Constructionen. In: Eduard Schmitt (Hrsg.): Dächer und Dachformen (= Handbuch der Architektur, Teil 3, Band 2, Heft 4.) Bergsträsser, Stuttgart 1897. (Digitalisat) – Nachdruck: Manuscriptum, Leipzig 1999, ISBN 3-933497-43-4.
- Der Brückenbau. Engelmann, Leipzig 1904. (als Nachdruck: Holzminden 1999, ISBN 3-8262-1209-6.)
- Die allgemeinen Grundlagen des Brückenbaues. (= Sammlung Göschen, 687.) Göschen, Berlin / Leipzig 1913.
- Das Verfahren der Einflußlinien. 7. verbesserte und ergänzte Auflage, Ernst & Sohn, Berlin 1920.